# Paoliella chiangae
Paoliella chiangae är en insektsart. Paoliella chiangae ingår i släktet Paoliella och familjen långrörsbladlöss. Inga underarter finns listade i Catalogue of Life.